# Хоар, Реджинальд
Реджинальд Хоар (англ. Reginald Hervey Hoare; 19(14?).07.1882 — 12.08.1954, Лондон) — дипломат Великобритании, эсквайр.
На дипломатической службе с 1905 года.
В 1920-х годах работал советником посольства Великобритании в Константинополе.
В 1931—1934 годах посланник Великобритании в Иране.
В 1935—1941 годах посланник Великобритании в Румынии.
Рыцарь-командор ордена Святого Михаила и Святого Георгия.